# Atlanti-kupa
Az Atlanti-kupa (portugálul: Taça do Atlântico, spanyolul: Copa del Atlántico) egy nemzetközi labdarúgókupa volt 1956 és 1976 között. Négy válogatott: Argentína, Brazília, Paraguay és Uruguay részvételével, összesen három alkalommal került megrendezésre. Az első kiíráson Paraguay még nem vett részt. Mindhárom torna Brazília győzelmével ért véget.

## Kupadöntők
| Év   | Végeredmény | Végeredmény | Végeredmény | Végeredmény |
| Év   | Győztes     | Második     | Harmadik    | Negyedik    |
| ---- | ----------- | ----------- | ----------- | ----------- |
| 1956 | Brazília    | Argentína   | Uruguay     | -           |
| 1960 | Brazília    | Argentína   | Uruguay     | Paraguay    |
| 1976 | Brazília    | Argentína   | Paraguay    | Uruguay     |

### Helyezések száma
| Csapat    | Győztes | Második | Harmadik | Negyedik |
| --------- | ------- | ------- | -------- | -------- |
| Brazília  | 3       |         |          |          |
| Argentína |         | 2       |          |          |
| Uruguay   |         |         | 2        | 1        |
| Paraguay  |         |         | 1        | 2        |